# Verwaltungsdepartement im Reichsmarineamt
Das Reichsmarineamt (RMA) wurde mit Allerhöchster Kabinettsorder vom 30. März 1889 eingerichtet und hierin anfangs das Verwaltungsdepartement (C) eingerichtet.
Der Aufgaben entsprechend wurde anfangs eine Abteilung für Verwaltungsangelegenheiten (V) und eine für Unterkunftsangelegenheiten (U) eingerichtet. Im April 1905 wurde die bis dahin selbstständige Etatsabteilung des Amtes dem Verwaltungsdepartement unterstellt. Ende März 1914 wurde diese mit zwei anderen Abteilungen zum neuen Etatsdepartement (E).

## Aufgaben
Das Verwaltungsdepartement hatte die Zuständigkeit für Verpflegungs-, Bekleidungs- und Unterkunftsangelegenheiten. Die eingerichtete Verwaltungsabteilung hatte die Bekleidungsangelegenheiten einschließlich der Bekleidungskammer, aber u. a. auch das Bildungswesen, die Seelsorge und die Verpflegung an Land und an Bord zu regeln.
Die Unterkunftsabteilung war für die Garnisonen und die anderweitigen Unterkünfte verantwortlich.

## Direktoren des Verwaltungsdepartements
- Wirklicher Geheimer Admiralitätsrat Constantin Richter: von der Einrichtung bis 1889
- Wirklicher Geheimer Admiralitätsrat Ferdinand Perels: von 1889 bis 1902
- Kapitän zur See/Konteradmiral/Vizeadmiral Eduard von Capelle, ehemaliger Vorstand der Etatsabteilung und später Staatssekretär des Reichsmarineamtes: von Januar 1903 bis Ende Oktober 1915
- Admiral Wilhelm Büchsel: von November 1915 bis März 1916, vormals Direktor des Allgemeinen Marinedepartements im Reichsmarineamt
- Geheimer Admiralitätsrat Georg Schramm: von April 1916 bis Ende

## Gliederung
1905
- Etatsabteilung (E)
  - Einmalige Ausgaben und Abrechnung (E I)
  - Einnahmen und fortdauernde Ausgaben (E II)
- Abteilung für Unterkunftsangelegenheiten (U)
  - Garnisonverwaltung (U I)
  - Verwaltungsangelegenheiten des Garnisonbauwesens (U II)
  - Bautechnische Angelegenheiten (U III)
  - Bautechnische Angelegenheiten (U IV)
- Abteilung für Verwaltungsangelegenheiten (V)
  - Bekleidungsangelegenheiten, Bildungswesen (V I)
  - Intendanturen. Seelsorge und Garnisonschulwesen. Reisekosten (V II)
  - Geldverpflegung (V III)
  - Naturalverpflegung. Kassenwesen (V IV)

1917
- Besondere Angelegenheiten gemäß Zuweisung des Departementsdirektors (C a)
- Abteilung für Unterkunftsangelegenheiten (U)
  - Garnisonverwaltung. Dienst- und Mietwohnungen. Grundstücke. Handhabung des Kriegsleistungsgesetzes (U I)
  - Verwaltungsangelegenheiten des Garnisonbauwesens (U II)
  - Garnisonbauten des Nordseebereichs (U III)
  - Garnisonbauten des Ostseebereichs (U IV)
- Abteilung für Verwaltungsangelegenheiten (V)
  - Allgemeine wirtschaftliche Angelegenheiten (V I)
  - Allgemeine Beamtenangelegenheiten (V II)
  - Allgemeine Gebührnisangelegenheiten (V III)
  - Naturalverpflegung. Kassenwesen (V IV)

## Bekannte Personen (Auswahl)
- Hermann Reuter: von März 1902 bis Februar 1904 als Dezernat für Angelegenheiten des Gouvernements Kiautschou in Verwaltungsdepartement, von Oktober 1916 bis März 1917 zur Verfügung des Direktors des Verwaltungsdepartements, anschließend bis Kriegsende Chef der Abteilung für Verwaltungsangelegenheiten und nach Kriegsende in Vertretung Direktor